# Філолог (апостол від 70)
Філолог — святий апостол від 70, про якого згадує апостол Павло словами: вітайте Філолога (Рим. 16, 15), був єпископом в Сінопі. Висвячений святим апостолом Андрієм Первозванним, він зазнав багато напастей і скорбот і багатьох привів до Христа, після численних праць передав із миром святу душу свою Богу.
За римським переданням, Філолог був знатний римлянин, син святої Персиди, яку згадував апостол Павло (Рим 16:12).
Пам'ять його святкується Святою Церквою 5 листопада (18 листопада за новим стлем).